# Louise Bellavance
 (juillet 2025).
Pour les articles homonymes, voir Bellavance.
Sœur Louise Bellavance, C.Q., C.M. est une travailleuse sociale née à Rimouski, en 1943. Elle œuvre depuis plusieurs années pour favoriser la reconnaissance des personnes sourdes au sein de la société, en mettant en valeur leur culture, leur psychologie et leur langue. Elle a su montrer que les normes gouvernementales seules ne sont pas suffisantes pour répondre adéquatement aux besoins spécifiques de cette population, en raison de leurs difficultés de communication et de leur manière unique d’interpréter et d’assimiler l’information.

## Honneurs
- 1996 - Médaille Georges-Henri-Lévesque
- 2000 -  Membre de l'Ordre du Canada
- 2000 - Mérite Centraide de Centraide Québec
- 2002 - Médaille du jubilé de Sa Majesté la reine Élisabeth II
- 2005 -  Chevalier de l'Ordre national du Québec
- 2005 - Médaille Gloire de l'Escolle